# Ignatius Aloysius Reynolds
Ignatius Aloysius Reynolds (* 22. August 1798 in Bardstown, Kentucky, USA; † 6. März 1855 in Charleston, South Carolina) war Bischof von Charleston.

## Leben
Ignatius Aloysius Reynolds besuchte das Priesterseminar in Bardstown. Seit Dezember 1821 studierte Reynolds Katholische Theologie und Philosophie am St. Mary’s Seminary in Baltimore. Er empfing am 24. Oktober 1823 durch den Erzbischof von Baltimore, Ambrose Maréchal PSS, das Sakrament der Priesterweihe.
Reynolds wurde 1824 Rektor des St. Joseph’s College. 1830 wurde er in Nachfolge von Francis Patrick Kenrick Professor für Katholische Theologie am Theologischen Seminar in Bardstown. Anschließend wurde Ignatius Aloysius Reynolds Superior der Schwestern von der Nächstenliebe von Nazareth und Pfarrer in Louisville sowie Generalvikar. 
Am 28. November 1843 ernannte ihn Papst Gregor XVI. zum Bischof von Charleston. Der Bischof von Cincinnati, John Baptist Purcell, spendete ihm am 19. März 1844 in der Kathedrale St. Petrus in Ketten in Cincinnati die Bischofsweihe; Mitkonsekratoren waren der Bischof von Pittsburgh, Michael O’Connor SJ, und der Bischof von Nashville, Richard Pius Miles OP.